# 外五泾弄近代住宅
外五泾弄近代住宅，位于江苏省苏州市姑苏区阊门饭店内（原外五泾弄6号），建于民国。为苏州市文物保护单位。
外五泾弄近代住宅为谢莘如故居。谢莘如，生卒不详，上海人，曾任上海瑞记洋行账房总管、上海永亨银行经理等职。
该宅为谢氏建造于1936－1938年间，总占地3500平方米。住宅核心建筑是一栋三层西式洋楼，尖顶绿瓦，大门设有停车台，外墙贴小方瓷砖，彩色玻璃花窗，建筑考究。楼北及楼西另有二层楼房和一层平房各一，均为西式风格。楼南为大草坪，楼前种植松树4棵。
1954年，苏州市卫生局以旧币2.35亿元购入此宅，并用作妇幼保健所。之后宅园被归入阊门饭店。